# (1739) Meyermann
(1739) Meyermann – planetoida z pasa głównego asteroid okrążająca Słońce w ciągu 3 lat i 147 dni w średniej odległości 2,26 au. Została odkryta 15 sierpnia 1939 roku w Landessternwarte Heidelberg-Königstuhl w Heidelbergu przez Karla Reinmutha. Nazwa planetoidy pochodzi od astronoma, Bruno Meyermanna. Przed nadaniem nazwy planetoida nosiła oznaczenie tymczasowe (1739) 1939 PF.